# Štefan Maraž
Štefan Maraž, slovenski kmečki upornik, * (?), † 21. april 1714, Gorica.
Maraž je bil leta 1713 eden od 11-tih voditeljev tolminskega kmečkega upora. Viri pripovedujejo, da je bil pisar v Števerjanu in da je bil v dneh upora slučajno v Tolminu, ko se je vračal s Koroške. Oblast ga je 30. junija 1713 zaprla in 21. aprila 1714 usmrtila na goriškem Travniku.